# Harposcepa
Harposcepa is een geslacht van rechtvleugeligen uit de familie sabelsprinkhanen (Tettigoniidae). De wetenschappelijke naam van dit geslacht is voor het eerst geldig gepubliceerd in 1896 door Karsch.

## Soorten
Het geslacht Harposcepa omvat de volgende soorten:
- Harposcepa karschiana Schulthess Schindler, 1898
- Harposcepa lobulipennis Karsch, 1896